# Indomiriatra provertex
Indomiriatra provertex är en insektsart som först beskrevs av Hancock, J.L. 1912.  Indomiriatra provertex ingår i släktet Indomiriatra och familjen torngräshoppor. Inga underarter finns listade i Catalogue of Life.